# 亀井節子
亀井 節子（かめい せつこ、1932年 - ）は、日本の社会保険労務士、行政書士。名古屋市を拠点に実務に従事するかたわら、女性の働き方に関する著作などを発表した。

## 経歴
愛知県一宮生まれ。
愛知大学法経学部を卒業した。1967年に行政書士登録して、労務コンサルタント事務所「亀井事務所」を名古屋市千種区に設立し、制度の導入とともに社会保険労務士として活動した。当時は、労務関係では数少ない女性の専門家として、数多くのセミナー等で講師を務めるとともに、愛知県社会保険労務士会副会長などを歴任した。
事務所は1972年に亀井労務管理事務所と改称し、1994年に名古屋市昭和区に移転した後、2009年に社会保険労務士法人となった。

## おもな著書
- 女子社員は活性化できる : 実践「男女雇用機会均等法」、中部経済新聞社、1986年
- 女35歳からの再就職、学陽書房、1986年
- 労使のための育児休業法、中部経済新聞社、1992年
- （川村匡由との共著）産業福祉論 (シリーズ・21世紀の社会福祉 ; 14)、ミネルヴァ書房、1998年
- （川村匡由との共編著）とことんわかる年金パスポート、ミネルヴァ書房、2004年